# Csapatcsere
A Csapatcsere az Olsen ikrek 1999-es filmje.

## A film cselekménye
Samantha "Sam" (Mary-Kate Olsen) és Emma (Ashley Olsen) Stanton valamint apukájuk Jerry (Erik Luts) és anyukájuk Denise (Kathryn Greenwood) Stanton a családi csapatversenyeken vesznek részt. Sam és Jerry meg is nyerik a talicskaversenyt, meg minden mást is. Aztán győztesen mennek haza.
Kicsit később kezdődik a gyerek foci bajnokság amelyen, már évek óta Jerry csapata (mert Jerry edző az egyik gyerek foci csapatnál) a Hurrikánok a címvédő bajnokok. Idén is meg szeretnék védeni bajnoki címüket, csak hogy idén a csapatok koedukáltak, azaz nem csak fiúk, hanem lányok is lesznek a csapatokban.
Jerry nagy dilemmába kerül, ugyanis Samet szeretné választani a csapatába, mert Sam nagyon jól focizik. Csakhogy Denise folyamatosan arra igyekszik rávenni Jerryt, hogy válassza Emma-t elsőnek, hogy megmutassa neki, rá is szükség van, nem csak Samre. Ez még nem is lenne feltétlenül gond, mert Jerry különböző odaszólásokkal eléri, hogy senki ne válassza Samet, csak hogy az utolsó pillanatban esik be Willard Holmes (Keith Knight) az ölyvek edzője, aki arra való tekintettel, hogy a bajnokság koedukált lett egy lányt választ a csapatába, még pedig Samet.
Aztán el is kezdődnek az edzések ebben a leosztásban. Ám Sam úgy érzi visszahúzza őt a csapata, Emma pedig úgy érzi visszahúzza a csapatát, ezért kitalálják, hogy helyet cserélnek: Emma megy az ölyvekhez, Sam pedig a hurrikánokhoz, persze úgy, mint ha nem történt volna semmi féle csere. Ebbe a tervbe Jerryt is beavatják, aki először kicsit vonakodik, de aztán belemegy.
Ez nagyon jól megy egészen addig míg egyszer, mikor Emma akinek edzésen kéne lennie, összefut Deniseel a könyvtárban. Denise gyanakodni, kezd ezért elkíséri Emmat az edzésre, ahol meglátja, hogy Sam ott edz a Hurrikánokkal és épp a füle hallatára szólítja Jerry Emma-nak. Denise egyből kérdőre is vonja a lányokat és Jerryt. A lányok elmondanak mindet és minden vissza áll a régi kerékvágásba. Továbbá Jerrynek még színt kell vallania a bizottság előtt is. Ennek az az eredménye, hogy mivel az addigi négy meccset gyakorlatilag csalással nyerték a hurrikánok, ezt a négy meccset nem veszik figyelembe, így a hurrikánok az utolsó helyre kerülnek.
Denise csatlakozik az ölyvekhez és ő kezdi el edzeni őket. Kis megfigyelés után elég jó taktikát talál ki amivel eljutnak egészen a döntőig, ahol ellenfeleik a hurrikánok lesznek, akik szintén visszaküzdötték magukat az élre.
A nagy döntőt megelőző utolsó edzés után Sam és Emma még ott maradnak a pályán és Sam megkéri Emmat, hogy álljon be a kapuba, mert szeretne kicsit kapura lőni. Emma kicsit vonakodva, de beáll védeni és kiderül, hogy tehetséges kapus. Ezt Sam szóvá is szeretné tenni Jerrynek de Emma megkéri, ne tegye.
Másnap eljön a nagy döntő ideje. A meccs kezdetét veszi. Végig 0-0 döntetlen az állás, nem bírnak egymással a csapatok. Pár perccel a meccs vége előtt, a hurrikánok kapusa rosszul esik, megsérül, nem tudja folytatni a meccset. De akkor kit állítson Jerry a kapuba? Nos Sam szól neki, hogy Emma milyen jól védett előző nap ellene, ezért Jerry beállítja Emmat a kapuba és egyáltalán nem bánja meg.
Végül a meccs 0-0 marad és még is mindkét csapat nyer.

### Egy-két érdekesség
1999-ben Mary-Kate és Ashley lettek az amerikai női foci válogatott nagyköveteti.
Erik Luts-sal később (3 évvel később) ismét együtt játszottak  a lányok az Az ikrek Malibuból-(So little time)ban és Erik Luts ott is a lányok apukáját játszotta, csupán a magyar hangja más, mert míg a Csapatcsere-ben Epres Attila, addig az Az ikrek malibuból-ban Lux Ádám volt Erik Luts magyar hangja.

## Szereplők
| Szerep               | Színész           | Szinkronhang           |
| -------------------- | ----------------- | ---------------------- |
| Samanta Stanson      | Mary-Kate Olsen   | Molnár Ilona           |
| Emma Stanson         | Ashley Olsen      | Mánya Zsófi            |
| Jerry Stanson        | Erik Luts         | Epres Attila           |
| Denise Stanson       | Kathryn Greenwood | Hámori Eszter          |
| Willard Holmes       | Keith Knight      | Csuja Imre             |
| Dave                 | Joe Grifasi       | Pálfai Péter           |
| Mitch edző           | Ted Atherton      |                        |
| Greg Jeffries        | Trevor Blumas     | Halasi Dániel          |
| Richie               | Jake Ledoux       | Előd Botond            |
| Sal edző             | VIto Rezza        | Törköly Levente        |
| Jim edző             | Brian Heighton    | Sinkovits-Vitay András |
| Adrian (angol) edző  | Michael Lamport   |                        |
| Arden                | Damir Andrei      | Wohlmuth István        |
| Mike                 | Judah Katz        | Lux Ádám               |
| Taylor               | Michael Cera      |                        |
| Taylor anyja         | Moynan King       | Bessenyei Emma         |
| bÍró a döntő meccsen | Adrian Griffin    | Kapácsy Miklós         |
| Alexi Lalas          | Alexi Lalas       | Kapácsy Miklós         |